# Стефан Флореску
Стефан (Штефан) Іванович Флореску (рум. Ștefan Florescu, 13 травня 1934, с. Молодія — 7 грудня 2016, м. Бєльці) — молдовський живописець і графік, член Спілки художників СРСР з 1978 року (з 1991 року — Спілки художників Республіки Молдова) та творець власної методики художнього пошуку на основі ТРІЗ (Теорія розв'язання винахідницьких задач).
Флореску відомий широким діапазоном жанрів — від пейзажів і тематичних композицій до портретів й експериментальної графіки, а також великою кількістю ескізів і зарисовок, що налічують понад 10 тисяч робіт.

## Біографія
Стефан Флореску народився 13 травня 1934 року в селі Молодія, Королівство Румунія (тепер — Чернівецька область, Україна) в родині сільських трударів. У 1960—1965 роках навчався у Вижницькому училищі декоративно-прикладного мистецтва (Україна), де опанував основи образотворчого мистецтва й декоративно-ужиткової графіки. У 1967—1973 роках продовжив графічну освіту у Львівському поліграфічному інституті ім. Івана Федорова, спеціалізуючись на книжковій графіці та художньому оформленні.
У 1966–1973 роках Флореску працював художником-декоратором на київських ткацьких фабриках, де виконував ескізи для килимів і тканин, брав участь у Художній раді при Міністерстві легкої промисловості УРСР. Навесні 1973 року він відмовився від посади і восени переїхав із сім’єю до міста Бєльці на півночі Молдови, де протягом 1973–1996 років працював у місцевому художньому фонді як оформлювач та портретист, одночасно розвиваючи власні тематичні композиції й беручи участь у виставках.
У 1978 році Стефан Флореску був прийнятий до Спілки художників СРСР, що відкрило йому доступ до більш широкого кола професіоналів та виставкових майданчиків. З середини 1980-х до початку 1990-х років активно досліджував можливості синтезу реалізму та модернізму, розробляючи власні «високорівневі виразні засоби» художньої мови.
Помер 7 грудня 2016 року в місті Бєльці, Молдова.

## Творчість
Флореску одним із перших у мистецтві застосував принципи ТРІЗ (Теорія розв'язання винахідницьких задач) для пошуку нестандартних композиційних і колористичних рішень у живописі та графіці.
Його «соціально-художня» програма включала синтез елементів фольклору, національних традицій і сучасних художніх напрямів для осмислення історико-культурних трансформацій Молдови.
У доробку художника понад 390 живописних композицій та близько 250 графічних робіт, які охоплюють пейзаж, портрет, тематичну картину та декоративне панно. Окрему групу складають серії тематичних композицій, присвячених видатним діячам цивілізації та проблемам сучасності (1976—1984), а також роботи на сільську тематику та зображення «людської творчої сили» (1966—1975).
Брав участь у республіканських (Молдова) та всесоюзних (СРСР) виставках від середини 1970-х до початку 2000-х років.
Організовував персональні виставки в Бєльцях, Кишиневі та Чернівцях; його роботи експонувалися також у Румунії, Латвії та Україні.

## Спадок
У 2006 році в Кишиневі вийшла монографія «Штефан Флореску: буковинский „монах“ в искусстве Молдовы» (серія «Художники-винахідники в мистецтві Молдови XX—XXI століть»), підготовлена мистецтвознавцем Романом Флореску, із виданням румунською та російською мовами.
З нагоди 90-річчя від дня народження Стефана Флореску у травні 2024 року в Музеї історії та етнографії Бєльців відкрито ретроспективну виставку, на якій було представлено 34 його роботи.